# James O. Argue
Pour les articles homonymes, voir Argue.
James Oswald Argue (12 septembre 1888-6 mars 1955),, est un homme politique canadien du Manitoba. Il représente la circonscription provinciale manitobaine de Deloraine à titre de député progrssiste-conservateur de 1945 à 1949 et de Deloraine—Glenwood (en) de 1949 jusqu'à son décès.
Né à Elgin au Manitoba, Argue étudie au Wesley College (en) de Winnipeg. Il retourne ensuite à Elgin pour travailler comme fermier.
Argue meurt en fonction en mars 1955 à l'âge de 67 ans. Sa dépouille repose au cimetière d'Elgin.
Il est le fils de James Argue, député conservateur d'Avondale de 1899 à 1914.